# Klæmint Olsen
Klæmint Olsen (Runavík, 17 de julio de 1990) es un futbolista feroés que juega en la demarcación de delantero para el NSÍ Runavík de la Primera División de las Islas Feroe.

## Selección nacional
Tras jugar con la selección de fútbol sub-17 de Islas Feroe, la sub-19 y la sub-21, finalmente hizo su debut con la selección absoluta el 7 de septiembre de 2012 en un partido de clasificación para la Copa Mundial de Fútbol de 2014 contra Alemania que finalizó con un resultado de 3-0 a favor del combinado alemán tras los goles de Mario Götze y un doblete del alemán Mesut Özil.

### Goles internacionales
| #  | Fecha                   | Estadio                                                | Oponente      | Gol | Resultado | Competición                         |
| -- | ----------------------- | ------------------------------------------------------ | ------------- | --- | --------- | ----------------------------------- |
| 1  | 7 de junio de 2019      | Tórsvøllur, Tórshavn, Islas Feroe                      | España        | 1–2 | 1–4       | Clasificación para la Eurocopa 2020 |
| 2  | 3 de septiembre de 2020 | Tórsvøllur, Tórshavn, Islas Feroe                      | Malta         | 1-0 | 3-2       | Liga de Naciones de la UEFA 2020-21 |
| 3  | 6 de septiembre de 2020 | Estadio Nacional de Andorra, Andorra la Vieja, Andorra | Andorra       | 0-1 | 0-1       | Liga de Naciones de la UEFA 2020-21 |
| 4  | 13 de octubre de 2020   | Tórsvøllur, Tórshavn, Islas Feroe                      | Andorra       | 1-0 | 2-0       | Liga de Naciones de la UEFA 2020-21 |
| 5  | 13 de octubre de 2020   | Tórsvøllur, Tórshavn, Islas Feroe                      | Andorra       | 2-0 | 2-0       | Liga de Naciones de la UEFA 2020-21 |
| 6  | 7 de junio de 2021      | Tórsvøllur, Tórshavn, Islas Feroe                      | Liechtenstein | 1-1 | 5-1       | Amistoso                            |
| 7  | 7 de junio de 2021      | Tórsvøllur, Tórshavn, Islas Feroe                      | Liechtenstein | 4-1 | 5-1       | Amistoso                            |
| 8  | 7 de septiembre de 2021 | Tórsvøllur, Tórshavn, Islas Feroe                      | Moldavia      | 1-0 | 2-1       | Clasificación para el Mundial 2022  |
| 9  | 12 de noviembre de 2021 | Parken Stadion, Copenhague, Dinamarca                  | Dinamarca     | 2-1 | 3-1       | Clasificación para el Mundial 2022  |
| 10 | 15 de noviembre de 2021 | Estadio de Netanya, Netanya, Israel                    | Israel        | 2-2 | 3-2       | Clasificación para el Mundial 2022  |

## Clubes
| Club                    | País        | Año       | Partidos | Goles |
| ----------------------- | ----------- | --------- | -------- | ----- |
| NSÍ Runavík             | Islas Feroe | 2007-2022 | 478      | 276   |
| Breiðablik UBK (cedido) | Islandia    | 2023      | 38       | 13    |
| NSÍ Runavík             | Islas Feroe | 2024-     | 27       | 11    |

## Palmarés

### Títulos nacionales
| Título                | Club           | País        | Año  |
| --------------------- | -------------- | ----------- | ---- |
| Copa de Islas Feroe   | NSÍ Runavík    | Islas Feroe | 2017 |
| Supercopa de Islandia | Breiðablik UBK | Islandia    | 2023 |